# Síndrome aerotóxica
Síndrome aerotóxica é um termo que descreve os alegados efeitos nocivos para a saúde de curto prazo e de longo que são atribuídas à exposição ao ar da cabine de aeronaves que tenha sido contaminado com óleos de motor atomizados ou outros produtos químicos. Isto deve- se ao facto de, na maioria dos aviões comerciais, o ar da cabine ser pressurizado e aquecido passando pelos motores. Os vapores dos óleos podem contaminar esse ar e tem contaminantes neurotoxicos que se podem acumular na cabine.  O cheiro mais descrito é o de meias sujas. 